# نوشاتيل
نوشاتيل (بالفرنسية: Neuchâtel)، هي مدينة وبلدية سويسرية تقع على ضفاف بحيرة تحمل الاسم نفسه، وتُعدّ عاصمة كانتون نوشاتيل في سويسرا. ومنذ اندماجها مع بلديات كورسيل-كورموندريش، بيسو، وفالانجان في عام 2021، بات عدد سكان المدينة يُقدّر بنحو 33,000 نسمة، فيما يصل عدد سكان المنطقة الحضرية المحيطة بها إلى نحو 80,000 نسمة. يُطلق على المدينة تاريخيًا اسمها الألماني "نوينبورغ" الذي يعني "القلعة الجديدة"، وهو ذات المعنى الذي يحمله الاسم الفرنسي "نوشاتيل".
تعود تسمية المدينة إلى قلعة بُنيت على يد رودولف الثالث، ملك بورغونيا، واكتمل بناؤها في عام 1011. كانت نوشاتيل جزءًا من مملكة بورغونيا قبل أن تُدمج في الإمبراطورية الرومانية المقدسة سنة 1033. وفي عام 1214، وُصفت لأول مرة بأنها مدينة ضمن نطاق حكم كونتات نوشاتيل. خضعت المدينة للحكم البروسي من عام 1707 حتى 1848، مع استثناء فترة الحروب النابليونية بين عامي 1806 و1814. وفي عام 1848، أصبحت نوشاتيل جمهورية وانضمت رسميًا إلى الاتحاد السويسري كأحد كانتوناته.
تُعدّ نوشاتيل اليوم مركزًا رئيسيًا لصناعة الساعات السويسرية، وتحتضن مجموعة من الصناعات المتقدمة في مجالات الميكروتكنولوجيا والتقنيات الحديثة. كما تضم المدينة مؤسسات بحثية مرموقة، من بينها المركز السويسري للإلكترونيات والميكروتكنولوجيا ، إلى جانب منشأة The Cube التابعة لشركة فيليب موريس إنترناشونال.

## تاريخ المدينة

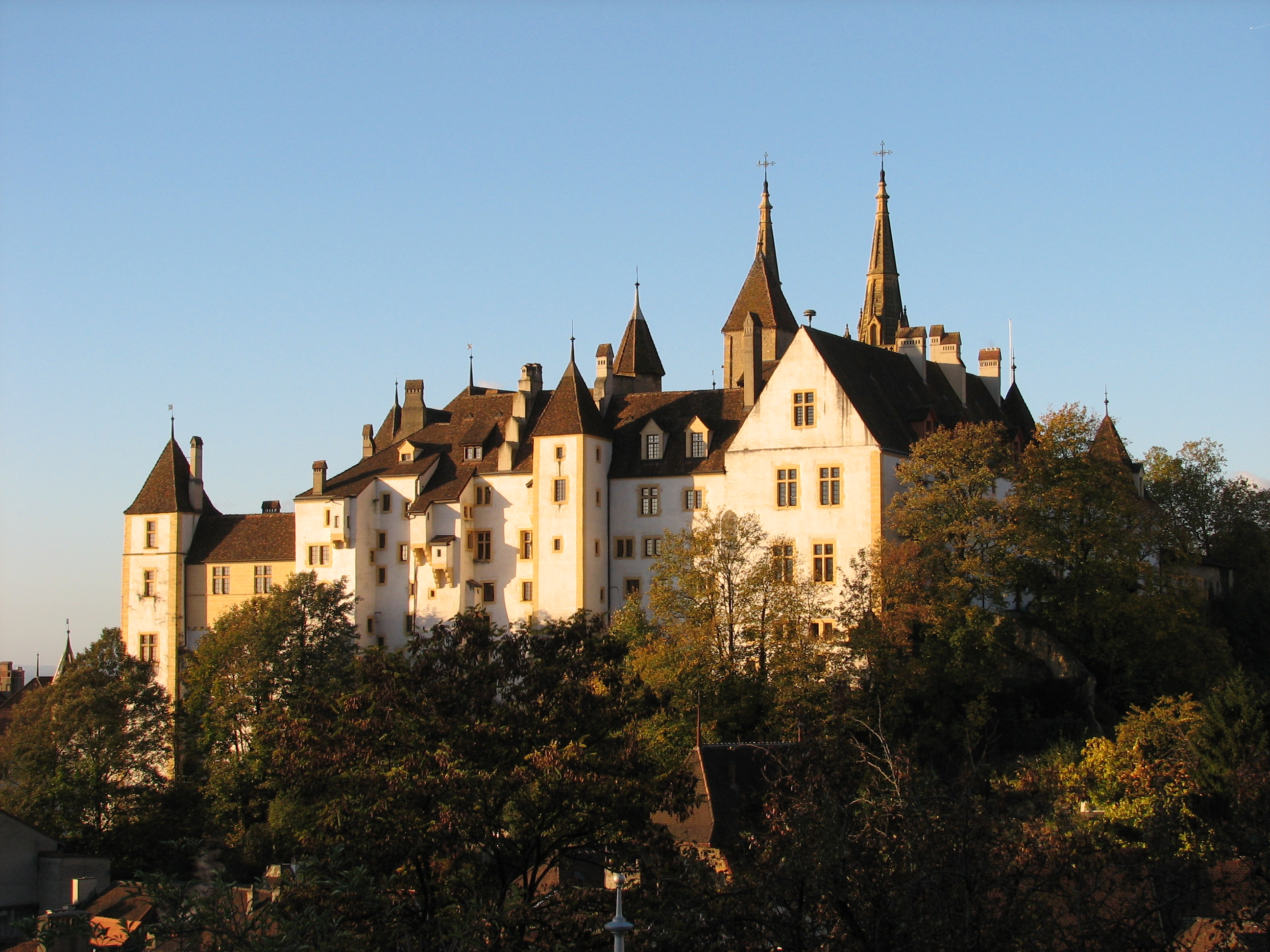
منظر خريفي لقصر نوشاتيل

تعتبر المدينة من بين الأكثر أصالة ومليئة بالقصور والكنائس القديمة والمعالم التاريخية والأثرية وتعد وجهة سياحية بامتياز إذ يقصدها الآلاف من الزوار كل عام

## موقع المدينة

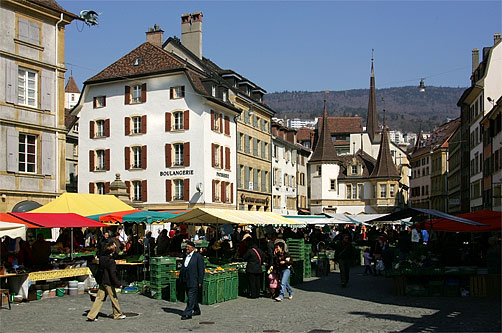
ساحة الهال

تقع المدينة في شمال غرب سويسرا وتتميز بموقع استراتيجي هام يؤهلها لتكون ممراً نحو أوروبا الغربية

## التعليم والثقافة

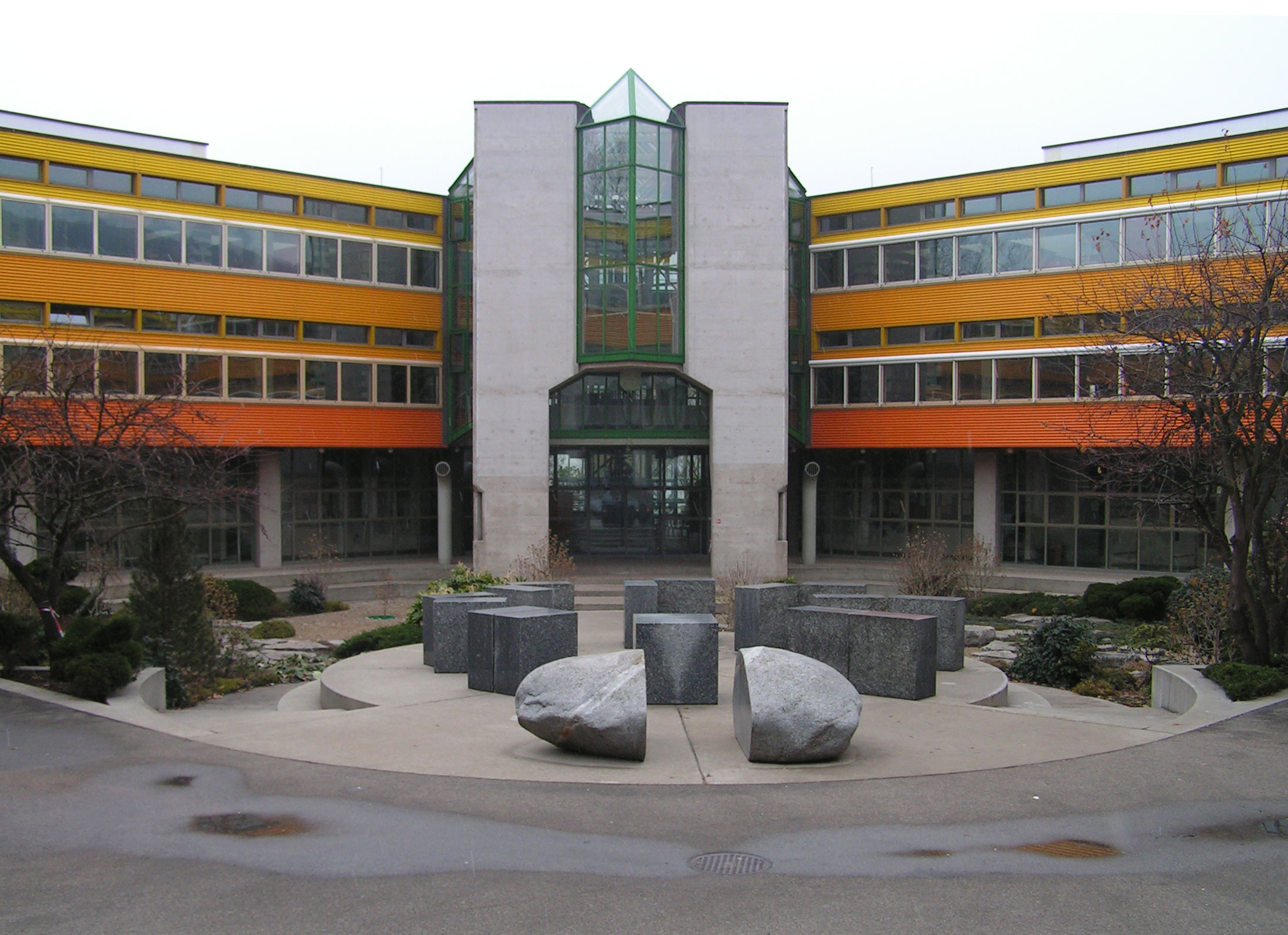
كلية الأدب والعلوم الإنسانية في جامعة نوشاتيل

التعليم مُتطور جداً في سويسرا عموماً وفي نوشاتيل توجد عدة معاهد وجامعات وخاصة تلك المتعلقة بالعلوم الصحية والتقانة وتمنح الجامعات منحا للطلبة المحليين والأجانب ويقصدها آلاف الطلاب ويلزم على الطلاب إتقان اللغة الفرنسية لكي يُسمح لهم بالتسجيل ولكن الجامعة مؤخرا فتحت تأهيلاً لغوياً خاصاً بالطلبة الأجانب وتدوم دراسة العلوم الطبية ثماني سنوات وبعدها يمكن للطلاب أن يُمنحوا زمالة تسمح لهم مواصلة التعليم والتدرج في مختلف الاختصاصات الطبية .

## النقل والمواصلات

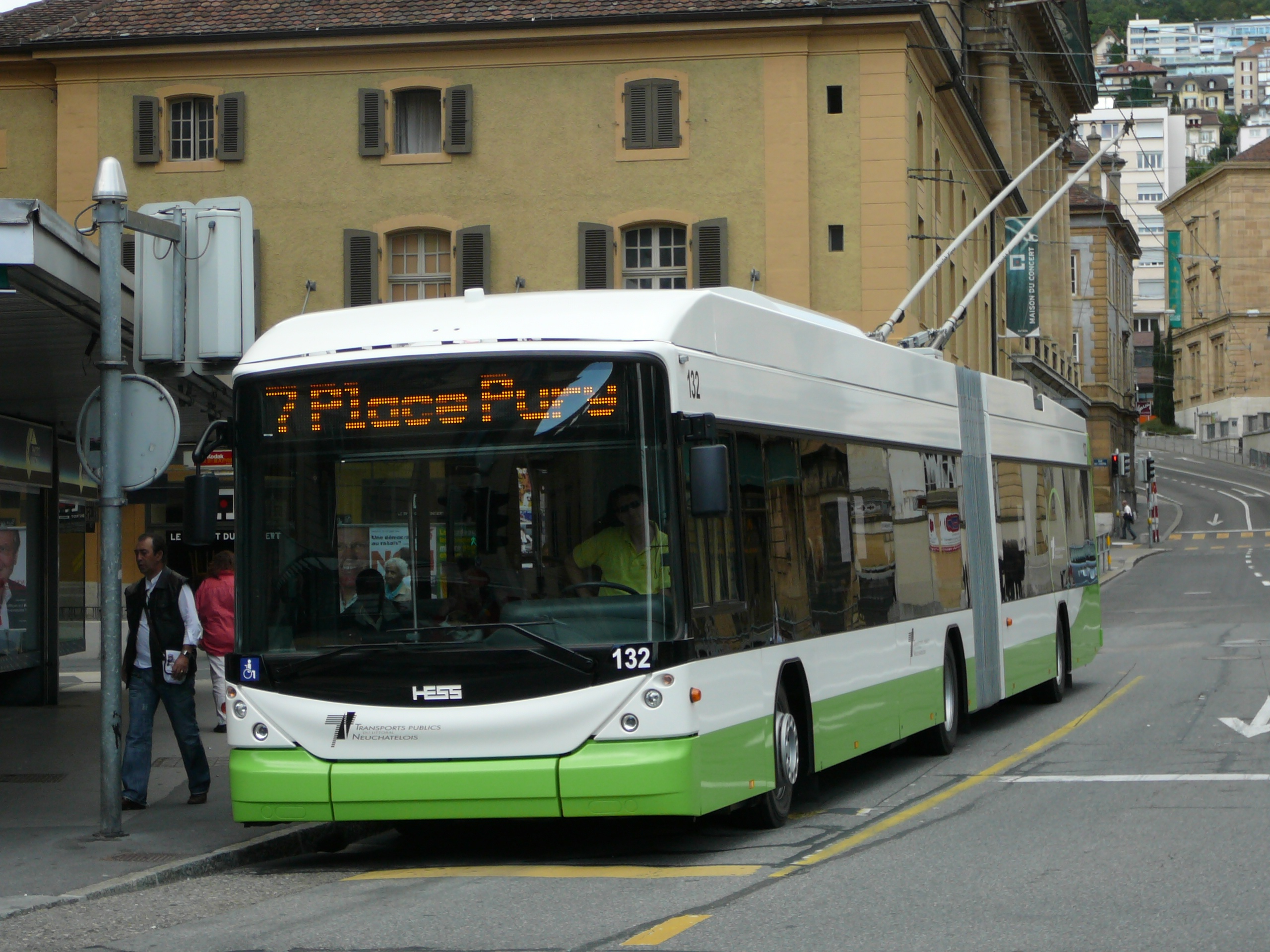
حافلات نقل في المدينة

يوجد في نوشاتيل محطات للميترو وحافلات نقل مجهزة بكل وسائل الراحة وبها أيضا سيارات للأجرة وأيضا قطارات نقل داخلية وعابرة للحدود وأيضا في المناطق الجبلية يوجد تيليفيريك أو المصعد الجبلي المخصص للسياح من أجل التعرف على معالم المدينة وأيضا هناك مرشدين سياحيين ممتازين يتقنون الكثير من اللغات ويقدمون خدمات راقية للزبائن .

## توأمة
لنوشاتيل اتفاقيات توأمة مع كل من:
- أراو
- بيزنسون
- سانسي بلوكرو

## أعلام
- بيير أوبيرت
- جان بياجيه
- إمير دي فاتل
- إميل أرغاند
- ديديي بوركالتر